# Stefan Großmann

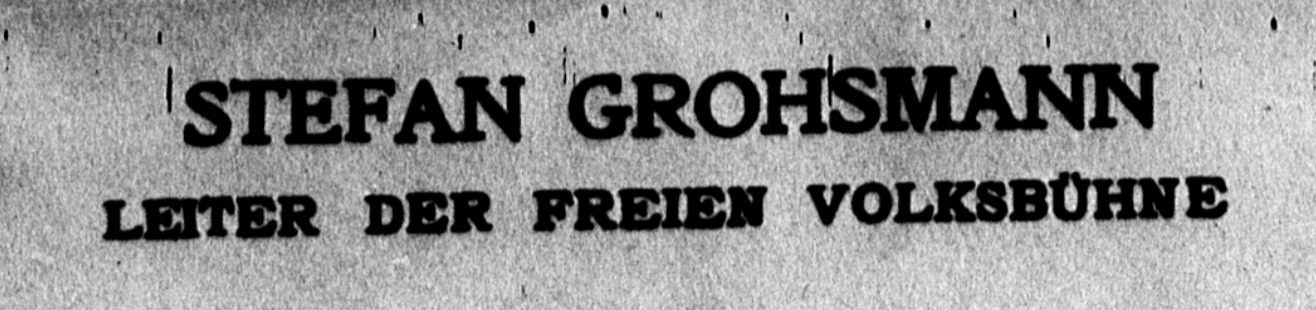
Briefkopf von Großmann (1911)

Stefan Großmann (* 19. Mai 1875 in Wien; † 3. Januar 1935 ebenda) war ein österreichischer Schriftsteller und Journalist. Er war Begründer und Herausgeber der politischen Wochenschrift Das Tage-Buch.

## Leben und Wirken

### Jugend und Schulzeit
In seiner Autobiographie Ich war begeistert bezeichnet sich Großmann als „Sohn verarmter Wiener Bürger“. Sein Vater habe im Gründerzeitkrach der 1870er Jahre sein Geld und seine Arbeitslust verloren, seine Mutter den Rest des Vermögens zunächst in ein Teegeschäft investiert. Nachdem sie einen Alkoholausschank in der Nähe der Praters eröffnet hatte, musste Großmann in den frühen Morgenstunden vor dem Schulbesuch dort die Gäste bewirten. Obwohl diese frühmorgendliche Arbeit seinen schulischen Leistungen eher abträglich gewesen war, sprach Großmann diesem Kontakt mit den einfachen Arbeitern und den Mitarbeitern des benachbarten Carltheaters einen prägenden Einfluss auf sein weiteres Leben zu:

„Niemals hätte ich jene natürliche Beziehung zu den einfachen Leuten, die mir mein ganzes Leben lang treu geblieben ist, ohne diese Morgenstunden im Schnapsladen erreichen können. Niemals hätte ich die Verbundenheit mit den Arbeitern aus Büchern lernen, und nie hätte ich den Irrsinn der Mechanisierung des erotischen Lebens so deutlich fassen können als damals, als diese vom Nachttrabe erschöpften Freudenmädchen bescheiden sich auf das Bänkchen hockten, wohin ich ihnen Vanillelikör brachte.“

Sein Interesse an der sozialistischen Bewegung nahm noch zu, nachdem er die Realschule – ohne Wissen seiner Eltern – ein halbes Jahr vor der Matura verlassen hatte. Nach einem Streit mit seiner Mutter kehrte er auch seinem jüdischen Elternhaus den Rücken und ließ sich taufen – eine Entscheidung, die er rückblickend mit dem „instinktiven Antisemitismus meiner Jünglingsjahre“ in Verbindung brachte. Im Alter von 18 Jahren zog er nach Paris, wo er sich zwei Jahre lang aufhielt. Dort verdiente er mit Übersetzungen und dem Handel mit antiquarischen Büchern seinen Lebensunterhalt. Mit Begeisterung verfolgte er in Paris die Reden des Sozialistenführers Jean Jaurès während der Dreyfus-Affäre.

### Erste publizistische Schritte

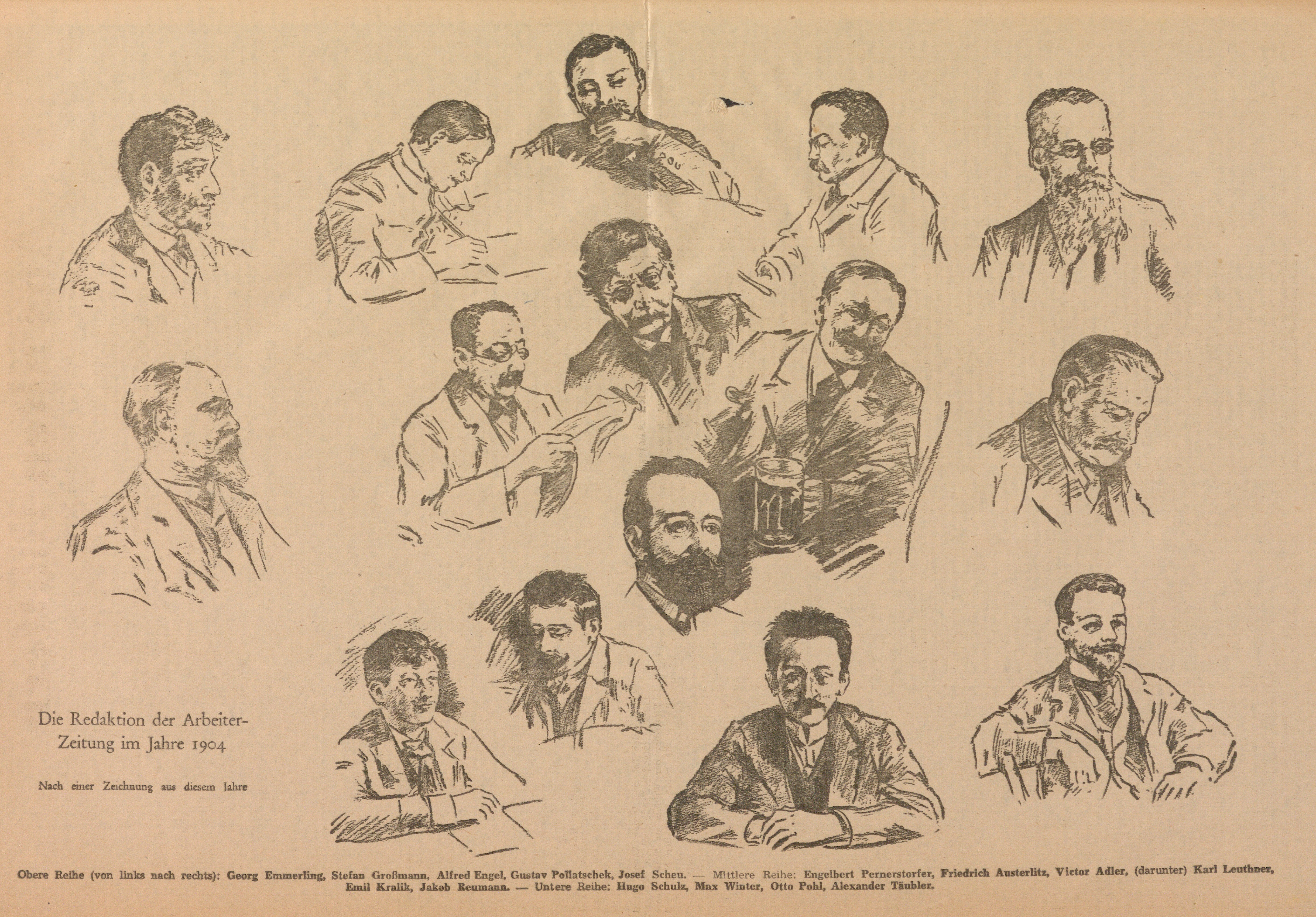
Die Redaktion der Arbeiter-Zeitung 1904: Georg Emmerling, Stefan Großmann, Alfred Engel Gustav Pollatschek, Josef Scheu. - Mittlere Reihe: Engelbert Pernerstorfer, Friedrich Austerlitz, Victor Adler, (darunter) Karl Leuthner, Emil Kralik, Jakob Reumann. - Untere Reihe: Hugo Schulz, Max Winter, Otto Pohl, Alexander Täubler

Der schlechte Gesundheitszustand seines Vaters war der Anlass für Großmann, wieder nach Wien zurückzukehren. Er musste dem Schwerkranken versprechen, einen „bürgerlichen Beruf“ zu ergreifen. Zwei Jahre lang arbeitete Großmann in einem Büro als Versicherungsmathematiker. Während dieser Zeit veröffentlichte er erste Texte in der sozialistischen Zeitschrift Die Zukunft, einer radikalen Arbeiterwochenschrift. Mit 20 Jahren erlebte er seinen ersten Presseprozess, der jedoch mit einem Freispruch endete. Ebenfalls lernte er in dieser Zeit im Wiener Kaffeehaus Griensteidl eine junge Schauspielerin kennen, in die er sich verliebte. Als die Schauspielerin ein Engagement an einem Berliner Theater erhielt, ging er mit ihr zusammen in die deutsche Reichshauptstadt. Dort kam er mit dem Anarcho-Sozialisten Gustav Landauer in Kontakt und wurde Mitarbeiter an dessen Zeitschrift Der Sozialist. Da er von den deutschen Behörden aufgrund seiner publizistischen Aktivitäten des Landes verwiesen wurde, ging er zunächst nach Brüssel. Von dort aus kehrte er wieder nach Wien zurück, wo er die Redaktion der Halbmonatsschrift Wiener Rundschau übernahm. Daneben veröffentlichte er Artikel in der von Hermann Bahr herausgegebenen Wochenschrift Die Zeit. Über einzelne Beiträge an der Wiener Arbeiter Zeitung kam Großmann in Kontakt mit dem österreichischen Sozialistenführer Victor Adler. Diese sporadische Mitarbeit führte dazu, dass Großmann 1904 in die Redaktion der Arbeiter Zeitung eintrat. Dort erregte er ein Jahr später mit einer Artikelserie Aufsehen, die sich auf Anregung des Ministerpräsidenten Ernst von Koerber mit den Zuständen in den österreichischen Strafanstalten befasste. Die Erfahrungen mit den Strafgefangenen und Aufsehern verarbeitete Großmann im Theaterstück Der Vogel im Käfig, das 1906 Premiere hatte.

### Theatergründer

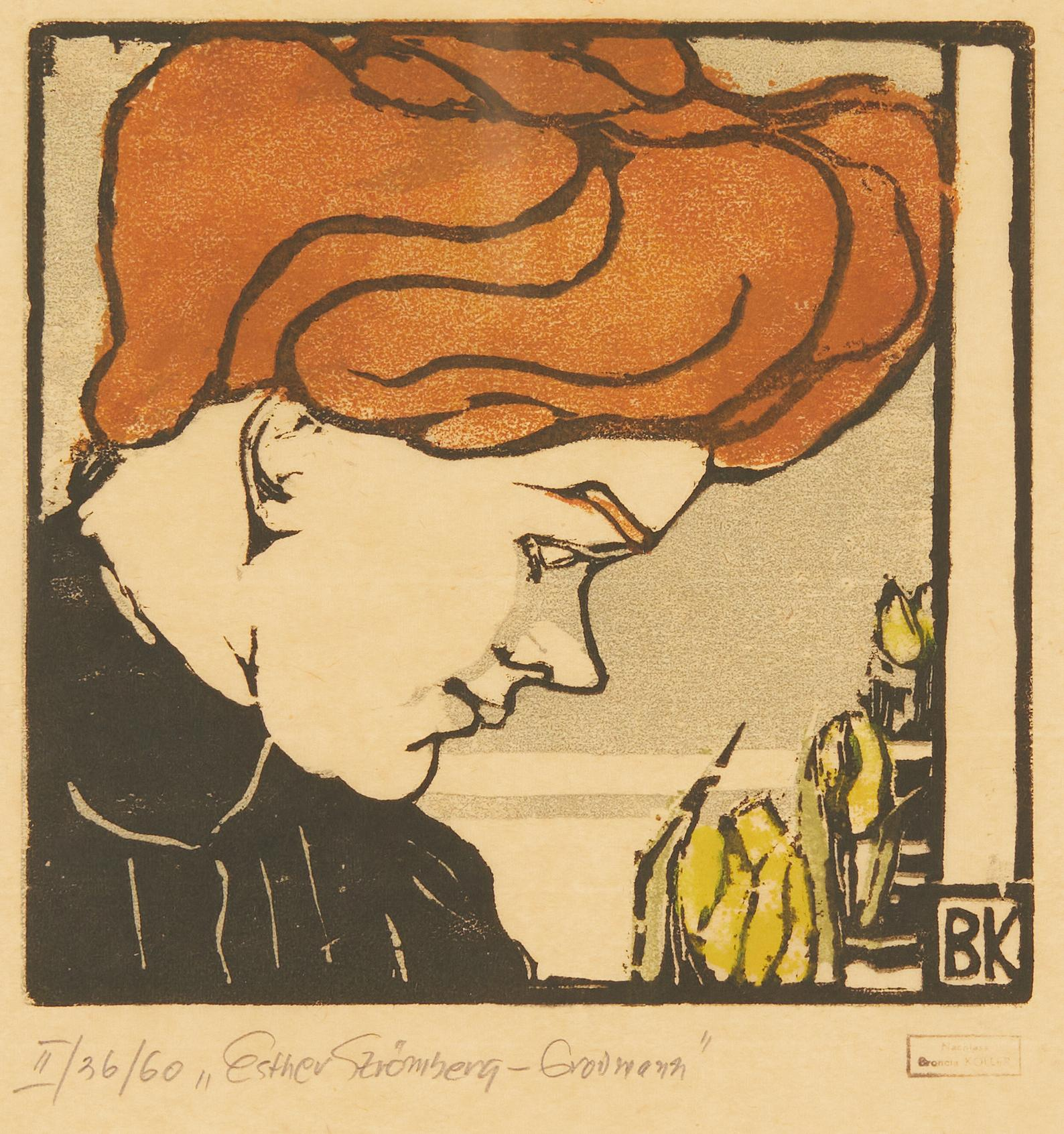
Broncia Koller-Pinell: Ester Strömberg-Großmann (Stefan Großmanns Ehefrau)

Zu einem einschneidenden Wechsel in seiner beruflichen Karriere kam es 1906 mit der Gründung der „Freien Volksbühne für die Wiener Arbeiter“ nach dem Vorbild der Berliner Volksbühne. Das Projekt, das Großmann mit Unterstützung der Sozialdemokratischen Arbeiterpartei Österreichs (SDAPÖ) realisierte, wurde ein großer finanzieller und künstlerischer Erfolg. Wenige Jahre später, am Ende des Spieljahres 1911/12, waren 750 Vorstellungen von rund 650.000 Zuschauern besucht worden. Der Verein hatte zu diesem Zeitpunkt weit mehr als 20.000 Mitglieder. Auch bekannte Schauspieler wie Max Pallenberg, Raoul Aslan, Ernst Deutsch gehörten zum Ensemble. Die Bühnenbilder wurden u. a. von Alfred Kubin und Erwin Lang entworfen, und der Dramaturg des Hauses war ab 1911 Berthold Viertel.
In dieser Lebensphase befand sich Großmann sicherlich auf dem Höhepunkt seines künstlerischen Wirkens:

„Ich habe damals buchstäblich für vier gearbeitet. Ich war zum Kritiker der ‚Arbeiterzeitung‘ aufgerückt und gleichzeitig ihr Chroniqueur. Ich war als Feuilletonkorrespondent des Berliner Tageblattes tätig und leitete nebenbei, von meinen jungen Malern freudig unterstützt, das Witzblatt der Partei, ‚Die Glühbirne‘. Dazu kam das bißchen Volksbühnenarbeit, die Arbeit des Dramaturgen, des Regisseurs und des Bändigers der Kinder, nämlich der Schauspieler.“

Wie er in seiner Autobiographie schildert, sollte der „Glücksweg“ der Volksbühne jäh zu Ende gehen. Der Bau eines eigenen Volksbühne-Theaters geriet zur Auseinandersetzung mit den Behörden. In der Hochphase dieses Konflikts lag Großmann aufgrund eines Magenleidens im Krankenhaus und konnte nicht eingreifen. Streitigkeiten mit den übrigen Vereinsmitgliedern führten dazu, dass Großmann im Frühjahr 1913 entnervt sämtliche Funktionen in Wien aufgab und sich entschloss, zusammen mit seiner schwedischen Frau und seinen beiden Töchtern nach Berlin zu ziehen. Seine Beweggründe für die Abgabe der Theaterleitung und den Umzug nach Berlin erläuterte er im Roman Die Partei, der 1919 erschien.

### Vom Redakteur zum Herausgeber
Großmanns Wechsel nach Berlin war kein Zufall. In der deutschen Reichshauptstadt galt er als ein renommierter Journalist, der auch in Zeitschriften wie der Schaubühne Siegfried Jacobsohns und der Zukunft Maximilian Hardens regelmäßig veröffentlichte. Großmann musste daher nicht lange auf Angebote von Berliner Verlagen warten. Dem Verleger Franz Ullstein gelang es, ihn an die Vossische Zeitung zu binden. Großmanns Funktion innerhalb der Vossischen war zunächst jedoch unklar. Nach einer mehrmonatigen Tour durch sämtliche Verlagsabteilungen äußerte er schließlich den Wunsch, als Korrespondent nach Frankreich, England und in die USA zu gehen. Der Ausbruch des Ersten Weltkrieges führte jedoch dazu, dass er lediglich im Frühsommer 1914 nach Frankreich reisen konnte. Nach Ausbruch des Krieges ging Großmann für sechs Monate als Korrespondent nach Wien, um anschließend die Feuilletonredaktion der Vossischen Zeitung zu übernehmen. Diesen Posten behielt er bis zum Ende des Krieges.

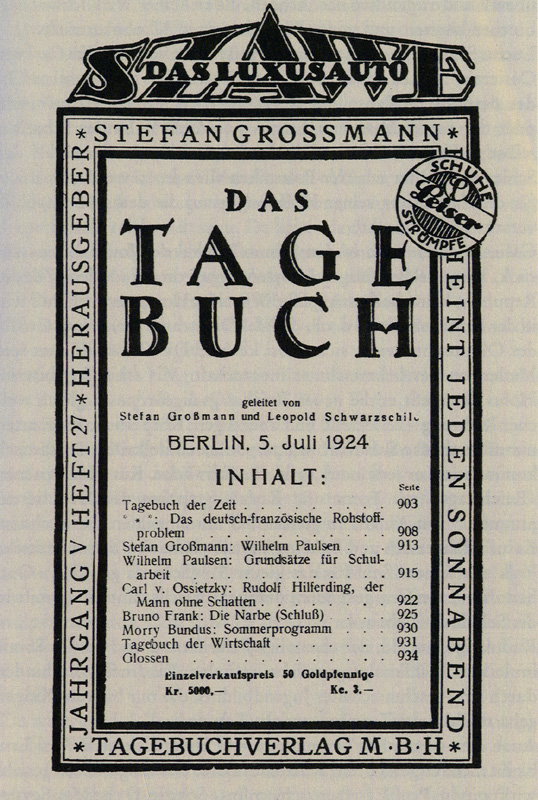
Umschlag des Tage-Buchs vom 5. Juli 1924

Nachdem sich die konservative Leserschaft des Blattes heftig über einen von ihm verantworteten Artikel beschwert hatte, verließ Großmann 1919 die Vossische Zeitung. Zusammen mit dem Verleger Ernst Rowohlt gründete er 1920 die unabhängige, überparteiliche Wochenschrift Das Tage-Buch. Die Zeitschrift entwickelte sich während der Weimarer Republik neben der Weltbühne zur einflussreichsten radikaldemokratischen Zeitschrift. Dazu trug auch Großmanns Zusammenarbeit mit dem Journalisten Leopold Schwarzschild bei, der 1921 als Redakteur und Mitherausgeber zu der Zeitschrift gestoßen war. Aufgrund seines schlechten Gesundheitszustandes musste Großmann die Leitung der Zeitschrift 1927 komplett an Schwarzschild abgeben, der sie 1933 auch ins Exil überführte und bis 1940 als Das Neue Tage-Buch in Frankreich fortsetzte.
Der Rückzug aus der Tage-Buch-Redaktion bedeutete jedoch nicht, dass Großmann publizistisch verstummte. Sowohl im Tage-Buch als auch in anderen Publikationen wurden weiterhin zahlreiche Artikel Großmanns veröffentlicht. 1928 erschien außerdem sein Roman Chefredakteur Roth führt Krieg, dessen Protagonist mit seiner Boulevardzeitung die öffentliche Meinung einer Großstadt dominiert. Zwei Jahre später veröffentlichte er seine Autobiographie Ich war begeistert. In den letzten Jahren der Weimarer Republik lebte er in Geltow bei Potsdam. Ebenso wie viele andere kritische Publizisten sollte Großmann im März 1933 verhaftet werden. Als die SA-Leute und Polizisten jedoch sahen, in welch schlechtem Gesundheitszustand er sich befand, verzichteten sie darauf, den Haftbefehl zu vollstrecken. Stattdessen wurde ihm befohlen, Deutschland zu verlassen. Großmann kehrte mit seiner Frau ein letztes Mal nach Wien zurück, wo er am 3. Januar 1935 starb.

## Werke (Auswahl)

### Dramen
- Der Vogel im Käfig, Wien 1906
- Apollo Brunnenstraße (mit Franz Hessel), Berlin 1930
- Die beiden Adler, Berlin 1931

### Romane, Novellen, Reportagen
- Die Treue (Novellen), Wien 1900
- Die Gasse (Geschichten), Berlin 1904
- Österreichische Strafanstalten, Wien 1905
- Herzliche Grüße (Geschichten), Wien 1909
- Grete Beyer (Novellen), Wien 1913
- Der Vorleser der Kaiserin, Berlin 1918
- Der Hochverräter Ernst Toller, Berlin 1919
- Lasalle, Berlin 1919
- Die Partei, Berlin 1919
- Lenchen Demuth und andere Novellen, Berlin 1925
- Chefredakteur Roth führt Krieg, Zürich 1928
- Ich war begeistert, Berlin 1930 und Wien 2011 (Autobiographie)
- Die Schultern der Mizzi Palme und andere Texte. Herausgegeben von Traugott Krischke. Wien, Kremayr & Scheriau 1995. ISBN 3-218-00605-8
- Wir können warten oder Der Roman Ullstein. Herausgegeben und mit einem Vorwort versehen von Erhard Schütz, verlag für berlin-brandenburg (vbb), Berlin 2014, ISBN 978-3-945256-02-2

### Zeitschriften
- Das Tage-Buch, hrsg. von Stefan Großmann. Nachdruck der Jahrgänge 1920–1926., Athenäum Verlag, Königstein 1981

### Weitere Schriften
- Ich war begeistert. Lebensbeschreibung des Stefan Großmann, S. Fischer 1930, Neudruck 2015 Auszüge